# Corduroy (libro)
Corduroy es un libro infantil publicado en 1968 por Don Freeman, que cuenta la historia de Corduroy, un osito de peluche a quien nadie quería comprar debido a que le faltaba un botón de su camisa, sin embargo, una niña llamada Lisa lo ve y decide comprarlo y llevarlo a su casa. Entre los otros amigos de Corduroy están el caballo Buckaroo y la rata Rosetta.
Don Freeman escribió una secuela del libro en 1978, llamada Un bolsillo para Corduroy.

## Adaptación en TV
La historia de Corduroy fue adaptada en el año 2000 como una serie animada, producida por Nelvana. Fue transmitida en la PBS en Estados Unidos. Sin embargo, solo se crearon 13 episodios y la serie fue cancelada el año siguiente. En Latinoamérica, la serie fue emitida por el canal ZAZ.

## Personajes
- Corduroy: Un osito de peluche.
- Buckaroo: Un caballo de juguete que es amigo de Corduroy y de Lisa.
- Rosetta: Una rata de juguete, también amiga de Corduroy y de Lisa.
- Lisa: Una niña de 8 años, la dueña de Corduroy y también su mejor amiga.
- Moppy: El mejor amigo humano de Lisa.

## Lista de episodios (en inglés)
- Lost and Found/Going Up
- Good Night, Corduroy/Soap Flakes
- Ice Dream/Special Delivery
- Clean Up/Music Lesson
- Ship's Ahoy/Help Wanted
- Flight of Fancy/1 + 1 = 2
- Cute as a Button/Sleep Tight
- Tooth Ache/Mop Top
- Art Smart/A Hot Day in the City
- Yours, Mine and Ours/Say Cheese
- Once, Twice, Ice/Sticks and Stones
- Super Duper Market/Party Plans
- Finders Keepers/Between the Covers

- Datos: Q16155609